# Trzciniec (gromada)
Trzciniec – dawna gromada, czyli najmniejsza jednostka podziału terytorialnego Polskiej Rzeczypospolitej Ludowej w latach 1954–1972.
Gromady, z gromadzkimi radami narodowymi (GRN) jako organami władzy najniższego stopnia na wsi, funkcjonowały od reformy reorganizującej administrację wiejską przeprowadzonej jesienią 1954 do momentu ich zniesienia z dniem 1 stycznia 1973, tym samym wypierając organizację gminną w latach 1954–1972.
Gromadę Trzciniec z siedzibą GRN w Trzcińcu utworzono – jako jedną z 8759 gromad na obszarze Polski – w powiecie jędrzejowskim w woj. kieleckim, na mocy uchwały nr 13b/54 WRN w Kielcach z dnia 29 września 1954. W skład jednostki weszły obszary dotychczasowych gromad Trzciniec i Łowinia ze zniesionej gminy Nagłowice w tymże powiecie. Dla gromady ustalono 13 członków gromadzkiej rady narodowej.
31 grudnia 1961 do gromady Trzciniec przyłączono wieś Sieńsko oraz kolonie Trzciniec, Łowinia, Podgaj, Łopata, Góra, Podlesie, Sieńko, Staw, Sieńko Górki i Rakoszyn ze zniesionej gromady Rożnica.
Gromada przetrwała do końca 1972 roku, czyli do kolejnej reformy gminnej.